# Kitteltjärnen, Ångermanland
Kitteltjärnen är en sjö i Strömsunds kommun i Ångermanland och ingår i Ångermanälvens huvudavrinningsområde.